# NTT西日本硬式野球部
NTT西日本硬式野球部（エヌティーティーにしにほんこうしきやきゅうぶ）は、大阪府大阪市に本拠地を置き、日本野球連盟に加盟する社会人野球の企業チームである。合宿所・練習グラウンドは、京都府久世郡久御山町に所在する。
運営母体は、NTTグループ。伝統的に強力な投手陣を武器とするチームである。

## 歴史
日本電信電話公社が設立した1952年に、大阪府大阪市を本拠地とし『電電近畿硬式野球部』として創部した。
1959年に都市対抗野球に初出場し3位となり、1965年の都市対抗野球では初優勝を果たした。
1985年、日本電信電話の民営化に伴いチーム名を『NTT関西硬式野球部』に改称した。
1990年、日本選手権に初出場する（初戦敗退）。
1999年、NTTグループの再編に伴い同年1月にNTT東京硬式野球部を『NTT東日本硬式野球部』に、NTT関西硬式野球部を『NTT西日本硬式野球部』にそれぞれ改称し、社内の各野球部はそのどちらかに統合されることが決まった。これを受け当チームは、NTT西日本のエリアにあるチーム（NTT東海、NTT北陸、NTT中国、NTT四国、NTT九州）を統合した。この中にはクラブチーム化して存続するチームもあったが、2003年までにすべて廃部となっている。
2005年のドラフト会議では、当チームから大量5選手（岸田護・投手、山崎隆広・外野手、藤井淳志・外野手、齊藤信介・投手、脇谷亮太・内野手）が指名を受けた。その影響から2006年シーズンでは公式戦で企業チーム相手に2勝しかできず、同年の都市対抗野球では本戦出場を逃し、日本選手権では近畿最後の枠に滑り込んだものの、2回戦敗退と不完全燃焼のシーズンに終わった。しかし、翌2007年に監督に就任した橋本哲也が短期間でチームを立て直し、同年から2013年まで7年連続で都市対抗野球本戦に出場している。
2011年、3月11日に行なわれたJABA東京スポニチ大会決勝の対JX-ENEOS戦において1回途中に東北地方太平洋沖地震が発生した。このため同試合はノーゲームとなり、3月18日に改めて再試合を行なう予定であったが、地震に伴う東日本大震災を考慮し中止となり両チームが優勝となった。

## 設立・沿革
- 1952年 - 大阪府大阪市を本拠地とし、『電電近畿』として創部。
- 1959年 - 都市対抗野球に初出場（3位）。
- 1965年 - 都市対抗野球で初優勝。
- 1985年 - チーム名を『NTT関西』に改称。
- 1990年 - 日本選手権に初出場（初戦敗退）。
- 1999年 - チーム名を『NTT西日本』に改称し、NTT西日本エリアの6チームを統合。
- 2005年 - 日本選手権で準優勝。

## 主要大会の出場歴・最高成績
「電電近畿」「NTT関西」時代を含む
- 都市対抗野球大会：出場36回、優勝1回（1965年）
- 社会人野球日本選手権大会：出場25回、準優勝1回（2005年）
- JABA北海道大会：優勝1回（2013年）
- JABA東京スポニチ大会：優勝1回（2011年）
- JABA京都大会：優勝6回（2001、2002、2012、2014、2017年、2025年）
- JABA四国大会：優勝2回（2003、2005年）
- JABA九州大会：優勝1回（2016年）

## 主な出身プロ野球選手
「電電近畿」「NTT関西」時代を含む
- 永易将之（投手） - 1962年に東映フライヤーズに入団
- 浜口春好（内野手） - 1965年ドラフト3位で東映フライヤーズに入団
- 井上弘昭（外野手） - 1967年ドラフト1位で広島東洋カープに入団
- 松下芳夫（捕手） - 1967年ドラフト5位で近鉄バファローズに入団
- 岸田護（投手） - 2005年大学生・社会人ドラフト3位でオリックス・バファローズに入団
- 藤井淳志（外野手） - 2005年大学生・社会人ドラフト3位で中日ドラゴンズに入団
- 脇谷亮太（内野手） - 2005年大学生・社会人ドラフト5位で読売ジャイアンツに入団
- 齊藤信介（投手） - 2005年大学生・社会人ドラフト6位で中日ドラゴンズに入団
- 山崎隆広（外野手） - 2005年大学生・社会人ドラフト9位で東北楽天ゴールデンイーグルスに入団
- 藤原紘通（投手） - 2008年ドラフト1位で東北楽天ゴールデンイーグルスに入団
- 増田達至（投手） - 2012年ドラフト1位で埼玉西武ライオンズに入団
- 安部建輝（投手） - 2012年ドラフト5位で横浜DeNAベイスターズに入団
- 戸柱恭孝（捕手） - 2015年ドラフト4位で横浜DeNAベイスターズに入団
- 大城卓三（捕手） - 2017年ドラフト3位で読売ジャイアンツに入団
- 野村勇（内野手） - 2021年ドラフト4位で福岡ソフトバンクホークスに入団
- 平良竜哉（内野手） - 2022年ドラフト5位で東北楽天ゴールデンイーグルスに入団
- 泉口友汰（内野手） - 2023年ドラフト4位で読売ジャイアンツに入団
- 伊原陵人（投手） - 2024年ドラフト1位で阪神タイガースに入団

## 元プロ野球選手の競技者登録
- 佐々木誠（元：阪神タイガース、西武ライオンズ、福岡ダイエーホークス） - コーチ（2011年）→監督（2012年～2013年）→退団
- 北本重二（元：阪急ブレーブス、大陽ロビンス） - 投手→退団